# ديفيد إم. ألكسندر
ديفيد إم. ألكسندر (بالإنجليزية: David M. Alexander)‏ (21 أغسطس 1945، روتشستر في الولايات المتحدة)؛ روائي أمريكي. درس في جامعة ستانفورد.